# Tashkent Open 2019
Il  Tashkent Open 2019 è stato un torneo di tennis giocato all'aperto sul cemento. Questa è stata la 21ª edizione dell'evento e fa parte della categoria International del WTA Tour 2019. Si è giocato dal 23 al 28 settembre 2019 al Tashkent Tennis Center di Tashkent, in Uzbekistan.

## Partecipanti

### Teste di serie
| Nazionalità | Giocatrice          | Ranking* | Testa di serie |
| ----------- | ------------------- | -------- | -------------- |
| Slovacchia  | Viktória Kužmová    | 53       | 1              |
| Russia      | Margarita Gasparjan | 56       | 2              |
| Belgio      | Alison Van Uytvanck | 62       | 3              |
| Lettonia    | Jeļena Ostapenko    | 74       | 4              |
| Rep. Ceca   | Kristýna Plíšková   | 81       | 5              |
| Germania    | Tatjana Maria       | 86       | 6              |
| Ungheria    | Tímea Babos         | 92       | 7              |
| Romania     | Sorana Cîrstea      | 95       | 8              |

* Ranking al 16 settembre 2019.

### Altre partecipanti
Le seguenti giocatrici hanno ricevuto una Wild card:
- Nigina Abduraimova
- Akgul Amanmuradova
- Sabina Sharipova

Le seguenti giocatrici sono entrate in tabellone grazie al ranking protetto:
- Denisa Allertová
- Kateryna Bondarenko

Le seguenti giocatrici sono passate dalle qualificazioni:

- Harriet Dart
- Vol'ha Havarcova
- Tereza Martincová
- Ljudmila Samsonova

### Ritiri
Prima del torneo
- Timea Bacsinszky → sostituita da  Tímea Babos
- Mona Barthel → sostituita da  Anna Kalinskaja
- Ivana Jorović → sostituita da  Katarzyna Kawa
- Anna Karolína Schmiedlová → sostituita da  Greet Minnen

Durante il torneo
- Jeļena Ostapenko

## Campionesse

### Singolare
Alison Van Uytvanck ha battuto in finale  Sorana Cîrstea con il punteggio di 6–2, 4–6, 6–4.
- È il quinto titolo in carriera per Van Uytvanck, il secondo della stagione.

### Doppio
Hayley Carter /  Luisa Stefani hanno battuto in finale  Dalila Jakupović /  Sabrina Santamaria con il punteggio di 6–3, 7–6(4).